# Alan Pulido
Alan Pulido Izaguirre (ur. 8 marca 1991 w Ciudad Victoria) – meksykański piłkarz występujący na pozycji napastnika, reprezentant Meksyku, od 2025 roku zawodnik Guadalajary.

## Kariera klubowa
Pulido pochodzi z piłkarskiej rodziny – profesjonalnymi zawodnikami byli zarówno jego ojciec (Armando „Pulpo” Pulido występował jako bramkarz w Correcaminos UAT w latach 80.), jak i starszy brat (również Armando Pulido). Jako czternastolatek poszedł w ślady swojego brata, rozpoczynając treningi w akademii juniorskiej klubu Tigres UANL z miasta Monterrey. Przez pierwsze kilka sezonów z powodzeniem występował w rezerwach klubu – kolejno w czwartoligowym Tigres SD, trzecioligowym Cachorros UANL i drugoligowym Tigres B. Do treningów pierwszego zespołu został włączony w wieku osiemnastu lat przez szkoleniowca Daniela Guzmána i pierwszy mecz rozegrał w nim w czerwcu 2009 z amerykańskim Chivas USA (2:1) w ramach oficjalnego, przedsezonowego turnieju SuperLigi. Drużyna Tigres triumfowała ostatecznie w tych rozgrywkach, lecz sam zawodnik musiał czekać na debiut w meksykańskiej Primera División aż do 27 lutego 2010 do przegranego 0:3 spotkania z Morelią.
Premierowego gola w najwyższej klasie rozgrywkowej Pulido strzelił 13 kwietnia 2011 w wygranej 4:2 konfrontacji z Pachucą, lecz przez pierwsze cztery sezony pełnił wyłącznie rolę rezerwowego dla napastników takich jak Itamar, Héctor Mancilla czy Emanuel Villa. W jesiennym sezonie Apertura 2011 zdobył z Tigres tytuł mistrza Meksyku, lecz pojawiał się na boiskach wyłącznie po wejściu z ławki. Miejsce w wyjściowym składzie wywalczył sobie dopiero w sierpniu 2013, wygrywając rywalizację z często kontuzjowanym Villą. Szybko okazał się rewelacją rozgrywek i zapracował sobie na miano czołowego gracza ligi; w wiosennym sezonie Clausura 2014 wygrał z zespołem prowadzonym przez Ricardo Ferrettiego puchar Meksyku – Copa MX, zostając królem strzelców tych rozgrywek z dziewięcioma bramkami na koncie.
W lipcu 2014 Pulido, wobec licznych ofert ze strony europejskich zespołów, zadeklarował chęć przenosin na Stary Kontynent, argumentując to wygaśnięciem swojego kontraktu z Tigres obowiązującego do końca ubiegłego sezonu. Stanowisko to zostało odrzucone przez klub, którego przedstawiciele twierdzili, iż zawodnik uprzednio przedłużył swoją umowę do czerwca 2016 i nakazali graczowi stawienie się na przedsezonowym zgrupowaniu drużyny. Ostatecznie piłkarz nie zjawił się na żadnym z treningów Tigres, wobec czego został karnie przesunięty do rezerw, gdzie także nie stawił się ani razu na zajęciach. W listopadzie Pulido rozpoczął proces prawny za pośrednictwem Meksykańskego Związku Piłki Nożnej, oskarżając działaczy klubu o sfałszowanie jego podpisu na kontrakcie. Federacja przychyliła się do stanowiska Tigres, wobec czego gracz skierował sprawę do Sportowego Sądu Arbitrażowego (TAS), zaś ten – choć dopiero we wrześniu 2015 – również przyznał rację klubowi.
W styczniu 2015 Pulido potwierdził, że podpisał półtoraroczną umowę z greckim zespołem APO Lewadiakos. Gracz wystosował wówczas zapytanie do TAS o zgodę na transfer, lecz spotkało się ono z odmową. Mimo to na początku lutego zawodnik rozpoczął treningi z drużyną, zaś pod koniec tego samego miesiąca ostatecznie otrzymał od FIFA pozwolenie na tymczasowe przenosiny do Lewadiakosu. Po dziewięciu miesięcy bez gry, w Superleague Ellada zadebiutował 9 marca 2015 w wygranym 3:1 meczu z Platanias, zdobywając wówczas także pierwszą bramkę w lidze greckiej. Już do końca sezonu 2014/2015 pozostawał podstawowym napastnikiem ekipy, lecz zajął z nią piętnaste miejsce w tabeli, spadając tym samym do drugiej ligi. W czerwcu 2015 meksykański klub Chivas de Guadalajara ogłosił, że wykupił od Tigres 50% praw do karty piłkarza, lecz ostatecznie do transferu nie doszło ze względu na niejasną sytuację kontraktową zawodnika.
W lipcu 2015 Pulido podpisał kontrakt z mistrzem Grecji – Olympiakosem SFP z siedzibą w Pireusie. W sezonie 2015/2016 obronił z nim tytuł mistrzowski, a także dotarł do finału pucharu Grecji, lecz w taktyce trenera Marco Silvy był głównie rezerwowym dla ofensywnego kwartetu tworzonego najczęściej przez Browna Ideye, Kostasa Fortunisa, Felipe Pardo i Jimmy'ego Durmaza. W sierpniu 2016 powrócił do ojczyzny, gdzie za sumę 6,6 miliona dolarów dołączył do ekipy Chivas de Guadalajara.
11 grudnia 2019 został piłkarzem Sportingu Kansas City. Podczas SuperDraftu MLS (9 stycznia 2020) na antenie ESPN podano informację, że kwota transferu wyniosła 10,83 miliona dolarów. Pulido podpisał kontrakt jako Designated Player, a kwota transferu była rekordem w historii klubu.
| Sezon     | Klub                  | Kraj   | Rozgrywki          | Mecze | Bramki |
| --------- | --------------------- | ------ | ------------------ | ----- | ------ |
| 2007/2008 | Tigres SD             | Meksyk | Tercera División   | 27    | 4      |
| 2008/2009 | Cachorros UANL        | Meksyk | Segunda División   | 18    | 8      |
| 2008/2009 | Tigres B              | Meksyk | Ascenso MX         | 14    | 1      |
| 2009/2010 | Tigres UANL           | Meksyk | Liga MX            | 4     | 0      |
| 2010/2011 | Tigres UANL           | Meksyk | Liga MX            | 16    | 3      |
| 2011/2012 | Tigres UANL           | Meksyk | Liga MX            | 28    | 2      |
| 2012/2013 | Tigres UANL           | Meksyk | Liga MX            | 21    | 4      |
| 2013/2014 | Tigres UANL           | Meksyk | Liga MX            | 36    | 14     |
| 2014/2015 | Tigres UANL           | Meksyk | Liga MX            | 0     | 0      |
| 2014/2015 | APO Lewadiakos        | Grecja | Superleague Ellada | 6     | 1      |
| 2015/2016 | Olympiakos SFP        | Grecja | Superleague Ellada | 8     | 5      |
| 2016/2017 | Chivas de Guadalajara | Meksyk | Liga MX            |       |        |

## Kariera reprezentacyjna
W marcu 2011 Pulido został powołany przez Juana Carlosa Cháveza do reprezentacji Meksyku U-20 na Mistrzostwa Ameryki Północnej U-20. Na gwatemalskich boiskach miał wówczas pewne miejsce w składzie; rozegrał wszystkie pięć spotkań w wyjściowym składzie i zdobył trzy gole w fazie grupowej – jednego z Kubą (3:0) i dwa z Trynidadem i Tobago (5:0). Jego zespół triumfował ostatecznie w rozgrywkach, pokonując w finale Kostarykę (3:1). Trzy miesiące później wziął udział w prestiżowym, towarzyskim Turnieju w Tulonie, gdzie zanotował wszystkie pięć występów, zaś Meksykanie odpadli wówczas w półfinale, ulegając późniejszemu triumfatorowi – Kolumbii (1:2) i zajęli czwartą lokatę. W lipcu znalazł się w składzie na Mistrzostwa Świata U-20 w Kolumbii, gdzie wystąpił w pięciu z siedmiu możliwych meczów (cztery w pierwszej jedenastce), będąc jednym z ważniejszych graczy kadry. Meksykanie dotarli wówczas do półfinału, ulegając w nim Brazylii (0:2) i zdobyli ostatecznie trzecie miejsce na młodzieżowym mundialu.
W marcu 2012 Pulido, w barwach reprezentacji Meksyku U-23 prowadzonej przez Luisa Fernando Tenę, wziął udział w północnoamerykańskim turnieju kwalifikacyjnym do Igrzysk Olimpijskich w Londynie. Rozegrał wówczas cztery z pięciu meczów (wszystkie w pierwszym składzie) i pięciokrotnie wpisał się na listę strzelców – w fazie grupowej z Trynidadem i Tobago (7:1) i trzykrotnie z Hondurasem (3:0) oraz w półfinale z Kanadą (3:1). Dzięki temu został królem strzelców rozgrywek – wspólnie ze swoim kolegą z drużyny, Marco Fabiánem – zaś Meksykanie okazali się zwycięzcami eliminacji po finałowym zwycięstwie nad Hondurasem (2:1) po dogrywce. Dwa miesiące później został powołany na swój drugi z rzędu Turniej w Tulonie, gdzie tym razem również wystąpił we wszystkich pięciu konfrontacjach (z czego w dwóch w wyjściowym składzie) i zdobył bramkę w finale z Turcją (3:0), po którym jego zespół triumfował w rozgrywkach.
W lipcu 2011 Pulido awaryjnie znalazł się w ogłoszonym przez Luisa Fernando Tenę składzie rezerwowej reprezentacji startującej pod szyldem dorosłej kadry w turnieju Copa América, jako jeden z graczy mających zastąpić zdyskwalifikowanych kilka dni przed turniejem ośmiu piłkarzy tego zespołu. Podczas tych rozgrywek nie zanotował jednak żadnego występu, będąc wyłącznie rezerwowym, natomiast Meksykanie ponieśli na argentyńskich boiskach trzy porażki w trzech spotkaniach, odpadając z turnieju już w fazie grupowej. W seniorskiej reprezentacji Meksyku zawodnik zadebiutował dopiero trzy lata później, za kadencji selekcjonera Miguela Herrery, 29 stycznia 2014 w wygranym 4:0 meczu towarzyskim z Koreą Płd, w którym zdobył trzy gole. W tym samym roku został powołany na Mistrzostwa Świata w Brazylii; tam był jednak dopiero czwartym napastnikiem drużyny – po Oribe Peralcie, Giovanim dos Santosie oraz rezerwowym Raúlu Jimenezie – i ani razu nie pojawił się na boisku. Jego kadra odpadła natomiast z mundialu w 1/8 finału, przegrywając z Holandią (1:2).